# 楊撫
楊撫（1483年—？），字安世，号二檀，浙江餘姚县开原乡双桥杨家人。明朝政治人物。

## 生平
正德十四年（1519年），楊撫舉浙江鄉試第二名，為《易經》經魁。正德十六年（1521年）聯捷辛巳科進士第二甲第一百名。授工部主事，官任山東濟南府知府，選拔李攀龙。十三年升雲南副使，十月调任湖广提学副使。

## 著作
嘉靖中期，与进士胡膏、处士岑原道纂修《余姚县志》。

## 家族
出自余姚双桥杨氏，为十一世，曾祖父楊脩齡；祖父楊貴；父親楊鑑。母毛氏。永感下。子杨乾知，字懋良，號易菴，嘉靖三十一年壬子科顺天府乡试举人。